# Lesley McNair
Lesley James McNair (ur. 25 maja 1883 w Verndale, zm. 25 lipca 1944 pod Saint-Lô) – amerykański wojskowy, generał porucznik, żołnierz obu wojen światowych, poległy w czasie kampanii normandzkiej. Był jednym z czterech generałów poruczników armii amerykańskiej, którzy polegli podczas II wojny światowej, obok Franka Andrewsa, Simona Bucknera i Millarda Harmona, przy czym jako jedyny z tego grona zginął od bratobójczego ostrzału.

## Życiorys
Pochodził z Minnesoty. Po ukończeniu Akademii Wojskowej Stanów Zjednoczonych West Point w 1904 r. był oficerem Artylerii Polowej z doświadczeniem w Departamencie Artylerii. Weteran bitwa o Veracruz i ekspedycji Pancho Villa w Meksyku, podczas I wojny światowej był asystentem szefa sztabu do szkolenia w 1 Dywizji Piechoty, a następnie szefem szkolenia artyleryjskiego w sztabie Amerykańskiego Korpusu Ekspedycyjnego. Jego wybitne osiągnięcia zaowocowały tymczasowym awansem na generała brygady; w wieku 35 lat został najmłodszym wówczas generałem w armii amerykańskiej.
Ponad 30-letnie doświadczenie McNaira w projektowaniu i testowaniu sprzętu wojskowego i broni, jego umiejętności administracyjne oraz sukcesy w dziedzinie edukacji oraz szkolenia wojskowego doprowadziły do powołania go na dowódcę Sił Lądowych Armii. Na tym stanowisku McNair stał się „niedocenionym architektem armii amerykańskiej” i odegrał wiodącą rolę w projektowaniu organizacyjnym, wyposażeniu i szkoleniu jednostek armii w Stanach Zjednoczonych, zanim wyruszyły do walki za granicą. Podczas gdy historycy nadal debatują nad niektórymi decyzjami i działaniami McNaira, w tym indywidualnym systemem uzupełnień zabitych i rannych żołnierzy oraz kontrowersją dotyczącą użycia czołgów lub niszczycieli czołgów w walce przeciwko nieprzyjacielskim siłom pancernym, jego koncentracja na zaawansowanej edukacji oficerskiej, innowacyjnych systemach broni, ulepszona doktryna, realistyczny trening bojowy i rozwój połączonej taktyki zbrojeniowej umożliwiły armii modernizację i skuteczne działanie na polu bitwy II wojny światowej, gdzie mobilność sił zmechanizowanych zastąpiła obronę statyczną kojarzoną z czasami I wojny światowej jako główny aspekt taktyczny.
Był dowódcą fikcyjnej 1 Grupy Armii, która stanowiła część dezinformacyjnej operacji Quicksilver, która zadaniem było odwrócenie uwagi wroga od rzeczywistych miejsc wybranych pod lądowanie sił alianckich w ramach inwazji na Normandię. Został zabity przez bratobójczy ogień podczas operacji Cobra w północnej Francji, kiedy bombowce 8 Armii Powietrznej omyłkowo zbombardowały amerykańskie pozycje. Bomba lotnicza spadła na jego okop podczas walk w pobliżu Saint-Lô, gdy Siły Powietrzne Armii Stanów Zjednoczonych próbowały zmiękczyć niemiecką obronę przed atakiem sił lądowych, który doprowadził do przełamania frontu w Normandii.
Pośmiertnie został awansowany na czterogwiazdkowego generała. Pochowano go na Amerykańskim Cmentarzu Wojennym w Normandii w Colleville-sur-Mer.